# Wilfred Bion

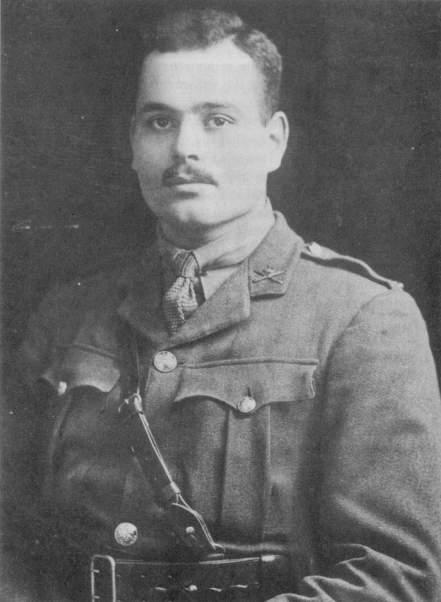
Wilfred Bion (1916)

Wilfred Ruprecht Bion (Mathura (India), 8 september 1897 - Oxford (Engeland), 8 november 1979) was een Britse psychiater en pionier op het terrein van de groepsdynamica. Hij was verbonden aan de Tavistock Groep, een gezelschap van sociale wetenschappers die vanuit de Tavistock Clinic in Londen in 1946 met behulp van Amerikaanse fondsen het Tavistock Institute of Human Relations oprichtten. De onderlinge verbondenheid van deze groep was gebaseerd op hun gedeelde oorlogservaringen (velen, waaronder Bion, dienden als officier) en de invloed van Melanie Klein op hun opleiding in de psychoanalyse.

## Bions theorie over basic assumption mentality
Op grond van zijn werk tijdens de Tweede Wereldoorlog bij de selectie van frontofficieren en later in een psychiatrische kliniek van het Britse leger, ontwikkelde Wilfred Bion de theorie dat het gedrag van individuen in een sociaal systeem wordt gekenmerkt door twee verschillende mentale instellingen. Hij noemde die workgroup mentality en basic assumption mentality. In de workgroup staat de taak waaraan gewerkt wordt centraal en worden onduidelijkheden beantwoord door reality testing (realiteitstoetsing) en sophisticated problem solving. Maar basic assumption mentality, die simultaan van kracht is, brengt individuen in een heel andere en soms compleet tegenovergestelde geestestoestand.
Met de term basic assumptions verwees Bion naar onderliggende aannames over hoe het er in een team of organisatie aan toe gaat en zou moeten gaan. Het zijn de routines en stille vanzelfsprekendheden die in onze bovenkamer de kleur van het behang hebben aangenomen. Als gevolg daarvan blijven ze in ons denken grotendeel onbewust en zijn ze in onze gesprekken nauwelijks hoorbaar. Maar juist doordat ze buiten beeld blijven, kunnen ze vaak ongehinderd de gang van zaken in sociale systemen ontregelen. Relatieve buitenstaanders met een geoefend oog en oor, zoals groepstherapeuten of consultants, kunnen een sociaal systeem in zulke gevallen voor het moeras behoeden, door hun observaties en interpretaties hardop kenbaar te maken aan de groep als geheel.

## Bions theorie over het denken
Tijdens het bouwen aan zijn persoonlijke epistemologie, hetgeen hij onmisbaar achtte voor zijn functioneren als praktiserend psychoanalyticus, kwam Bion op het idee dat gedachten onderscheiden moeten worden van de denker die ze heeft.
Denken is in de woorden van Bion 'een apparaat om het hoofd te bieden aan gedachten': een ontwikkeling die de psyche onder druk van gedachten wordt opgedrongen, niet andersom. Zo bezien komt psychopathologie voort uit een storing in:
1. de ontwikkeling van gedachten, of
2. in de ontwikkeling van het apparaat dat daar het hoofd aan moet bieden, of
3. simultaan in allebei.

Gedachten zijn volgens Bion's theorie het product van een vooropgezette instelling en de bijbehorende frustratie. Het voorbeeld dat hij gebruikt is de zuigeling wiens vooruitlopen op de borst samenkomt met het besef dat er geen borst is voor bevrediging van deze anticipatie. Zodra een dergelijke frustratie te tolereren is, raakt deze 'niet-borst' geïnternaliseerd als een gedachte, die op zijn beurt bijdraagt aan de ontwikkeling van het apparaat dat er het hoofd aan biedt.
In zijn latere commentaar op het betreffende artikel associeerde Bion deze theorie van het denken met een fenomeen dat zich regelmatig voordoet in de klinische behandelsetting, door hem aangeduid als 'aanval op de koppeling'. Hij licht dit toe met het voorbeeld dat er waarneembaar verschil is tussen het eigenlijke functioneren van de menselijke zintuigen en de aard van 'zintuiglijke waarneming' in het mentale domein. Bion wijst erop dat het menselijk lichaam voor reuk, gezichtsvermogen, et cetera is uitgerust met selectief gespecialiseerde organen, terwijl zintuigen in de psychische realiteit ieder soort sensatie registreren met hetzelfde apparaat: de geest. Wanneer iemand feitelijk hallucineert tijdens het luisteren naar een ander, kan hij of zij bijvoorbeeld zeggen "Ik zie wat u bedoelt", maar dit is dus niet per se een uitdrukking van begrip voor wat er gezegd is. Zo'n soort interactie kan ook beschouwd worden als een uitdrukking van het vermijden van of een intolerantie voor frustratie - en op die manier dus een destructieve aanval op het vermogen om te denken.
Een tweede voorbeeld dat Bion gebruikt om de pragmatische implicaties van zijn theorie te verduidelijken, is de moeilijkheid van het denken van het oneindige. Hij laat zien dat het idee van het eindige pas opkomt na het idee van de oneindigheid. Het vage gevoel dat er een oneindig aantal objecten moet bestaan, komt samen met frustrerende fysieke of mentale ervaringen die iemand van zichzelf heeft. Het oceanische gevoel van oneindigheid wordt dan vervangen door een besef dat er slechts een bepaald aantal objecten bestaat. Via die weg neemt een gedachte bezit van de denker.
Voor alle zekerheid waarschuwt Bion aan het eind van zijn commentaar tegen het gebruik van 'ervaring' als een instrument voor empirische verificatie of validatie. Die praktijk, in de wetenschapsfilosofie heel normaal, wordt door Bion beoordeeld als een neutraliserende manoeuvre tegenover het gevoel van diepe onzekerheid dat op iedere ontdekking volgt: dat verderop nieuwe ritsen van onopgeloste problemen wachten. Ergo, 'gedachten op zoek naar een denker.'